# Louise Chéruit
Louise Chéruit, souvent citée à tort comme Madeleine Chéruit, née Louise Lemaire le 9 juin 1866 à Coulounieix et morte le 11 août 1955 au Mesnil-le-Roi,, est une grande couturière française.

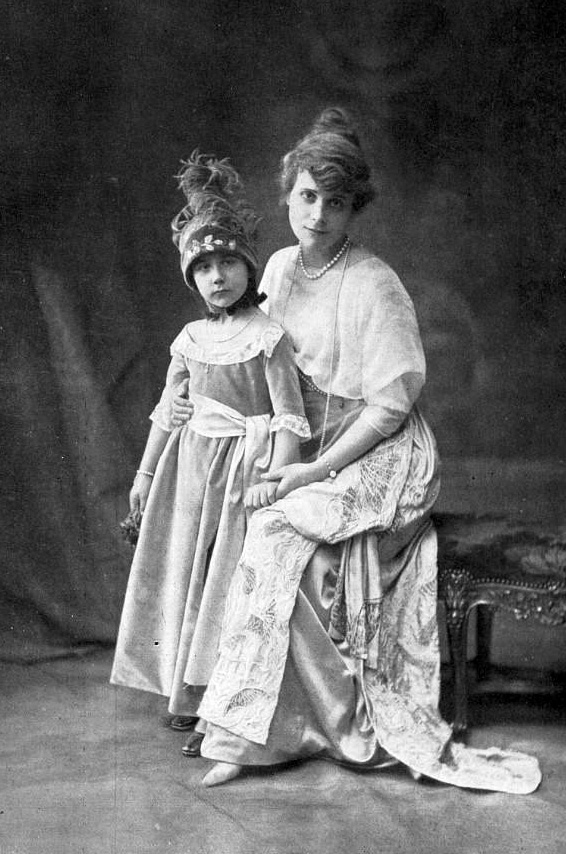
Louise et Jacqueline Chéruit en 1910.

Elle dirigea la maison de couture Chéruit fondée par son mari et établie à Paris du début des années 1900 jusqu'au milieu des années 1930.

## Biographie

### Débuts

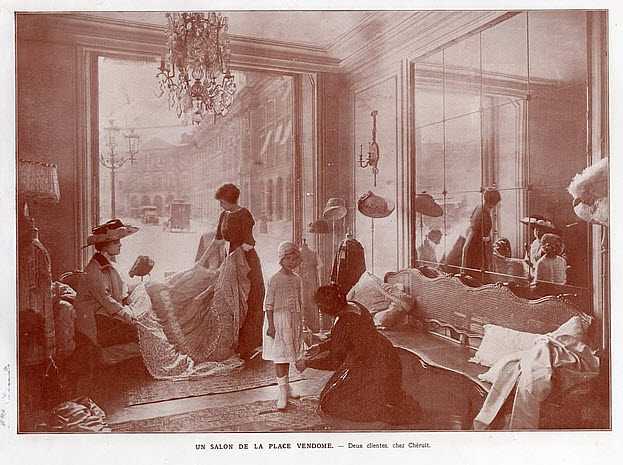
Deux clientes dans un salon chez Chéruit, place Vendôme à Paris en 1910.

Sa mère est couturière. Louise Lemaire se marie le 28 août 1895 avec Prosper Chéruit. Elle se forme chez Raudnitz et Cie. Les sœurs Raudnitz réunissent en 1897 leurs confrères couturiers, Doucet, Lanvin, ou Chéruit, pour une tentative de réglementation dans ce qui deviendra plus tard la Chambre syndicale de la couture. L'année suivante, Louise Chéruit, associée à la couturière Marie Huet, achète la Maison Raudnitz située rue de la Grange-Batelière. Elles fondent Huet et Chéruit et la maison est récompensée lors de l'Exposition universelle de 1900, puis déménage ensuite au no 21, place Vendôme, dans l'hôtel de Fontpertuis, alors centre parisien de la mode depuis l'installation de Worth dans le quartier.

### Maison Chéruit
En 1902, Prosper Chéruit fonde la maison de couture Chéruit, dans un grand bâtiment, œuvre de Pierre Bullet, qui va du no 21, place Vendôme à la rue des Petits-Champs. Louise Chéruit fait alors partie des cinq grands noms de la haute couture qui dominent Paris, avec les sœurs Callot, Jacques Doucet, Jeanne Lanvin, et Charles Worth. En 1907, elle étend ses activités de couture vers la fourrure, puis d'autres vêtements et lingerie ainsi que des robes de mariée. La maison se distingue alors plus particulièrement pour ses tailleurs et ses robes d'après-midi, puis un peu plus tard avec ses robes du soir et manteaux de soirée, ses fourrures, ses vêtements pour enfants, sa lingerie, corsages et trousseaux.
Lors de la création de la Gazette du Bon Ton en 1912, elle compose le groupe de sept maisons principalement représentées au sein de la revue, avec Dœuillet, Paquin, Poiret, Worth, Doucet et Redfern. Bien que très présente dans la presse spécialisée, son nom disparaît de la gazette en 1921.
Les époux Chéruit s'associent avec Mme Boulanger et Mme Wormser en novembre 1909. La maison a alors étendu ses ateliers jusqu'à l'hôtel de Boullongne, au no 25, place Vendôme.

### Retrait
Comme le stipule le contrat de 1909, Louise Chéruit se retire des affaires le 31 décembre 1914 tout en conservant des droits sur la maison. L'année suivante, la maison de couture devient la propriété des deux associées : Wormser et Boulanger qui apposent leurs noms sous celui de Chéruit. Le magazine Vogue précise alors qu'elles « ont su garder à la maison son cachet d'époque tout en lui insufflant une grande originalité ». Au début des années 1920, alors qu'une boutique est ouverte à Cannes, chaque collection présentée deux fois dans l'année est composée de 240 modèles environ. La maison commercialise des robes d'inspiration cubiste peintes à la main ; mais déjà vers cette époque, les robes brodées ou nettement ornementées de la maison perdent peu à peu de leur intérêt aux yeux des clientes. L'association des couturières, est dissoute en 1923. Louise Boulanger fonde sa propre maison de couture Louiseboulanger rue de Berri puis rue Royale, laissant Madame Wormser gérer seule en son nom Chéruit jusqu'au 31 décembre 1933, date de la fermeture. Entre-temps cette dernière aura ouvert au cours des années 1920 à Deauville puis Biarritz et se sera diversifiée vers les parfums,. L'emplacement de la place Vendôme est repris peu après par Elsa Schiaparelli.